# J'ai tué Clémence Acéra
Pour plus de détails, voir Fiche technique et Distribution.
J'ai tué Clémence Acéra est un film franco-allemand réalisé par Jean-Luc Gaget et sorti en 2001.

## Synopsis
La disparition de Clémence, que lui est-il arrivée ?

## Fiche technique
- Titre : J'ai tué Clémence Acéra
- Réalisation : Jean-Luc Gaget
- Scénario : Jean-Luc Gaget, d'après le roman de Stephen Dixon Jamais trop tard[1]
- Photographie : Bruno Privat
- Décors : Sylvie Olivé
- Son : Cyril Moisson, Olivier Laurent et Lydia Decobert
- Musique : Gérard Torikian
- Montage : Jacqueline Mariani
- Production : Magouric Productions - Octopus Média - Arte France Cinéma - WDR - WestDeutscher Rundfunk - Idéa Productions
- Tournage : Lyon et Berlin
- Pays de production :  France,  Allemagne
- Durée : 95 minutes
- Date de sortie : 
  - France : 11 avril 2001

## Distribution
- Gérald Laroche : Paul Alimi
- Catherine Mouchet : l'inspectrice Woland
- Sacha Bourdo : l'inspecteur Michkine
- Pia Baresch : l'amnésique
- Samir Guesmi : Louis Ben Saïd
- Zinedine Soualem : Jimmy
- Sarah Grappin : (Voix)
- Camille Japy : l'employée de la morgue
- Estelle Larrivaz : l'employée du Bunny club
- Laurent Bénégui
- Marc Chapiteau
- Frédéric Gélard
- Yves Verhoeven
- Isabelle Guiard